# 汪古儿
汪古儿（羅馬化：Önggür）是13世纪初蒙古帝国的千户长之一。《元朝秘史》等汉文史料中记作翁古儿、汪古儿，认为他是出身乞颜氏，成吉思汗大伯父忙格秃乞颜的儿子，波斯文史料如《史集》中记作汪古儿那颜（羅馬化：ūngūr nūyān），认为他出身巴牙惕氏，忙格秃乞颜的儿子是敞失兀惕（《元朝秘史》认为这是一个部族名称）。汪古儿以担任“宝儿赤”（主膳官）闻名，《圣武亲征录》称其为“瓮古儿宝儿赤”（波斯語：اونگور باورچی，羅馬化：Önggür Baurči/ūngūr bāūrchī，见《史集》）。
《史集》记载，巴牙兀惕部分为“者台·巴牙兀惕”（即者台河一带的巴牙兀惕）和“客赫邻·巴牙兀惕”（草原巴牙兀惕）两支，汪古儿出身于后者。巴牙兀惕部在蒙古诸部中势力较弱，常隶属于其他强族。汪古儿率领的部族原隶属于蒙古乞颜部贵族忙格秃乞颜统领的敞失兀惕氏。《元朝秘史》记载，翁古儿率巴牙兀惕氏、敞失兀惕氏归附铁木真。铁木真首次称汗后，其势力分为“十三翼”，敞失兀惕率领的敞失兀惕氏与汪古儿率领的迭儿列勤·巴牙兀惕部组成“第八翼”。在“十三翼”中，第八翼始终对成吉思汗忠诚不二。汪古儿是成吉思汗最早任命的怯薛（亲卫队）宝儿赤之一。《元朝秘史》记载，成吉思汗任命晃豁坛氏的速亦客禿·扯兒必、雪你惕部的合答安·答勒都儿罕等三人担任宝儿赤，并嘱咐他们 “朝饮不缺，夕饮不怠”。而《史集》的记载略有不同，称最初由别速惕部的古出古儿担任宝儿赤，因其年迈卸任，后由许兀慎部的孛罗忽勒接任，但孛罗忽勒升任右翼万夫长后军务繁忙，汪古儿便接替了宝儿赤之职。
他在1206年蒙古帝国建国时，被成吉思汗任命为95名千户长之一，《元朝秘史》功臣表中位列第13位。据《元朝秘史》《史集》《圣武亲征录》等史料一致记载，1215年成吉思汗攻克金朝首都中都（今北京）后，命失吉忽秃忽、汪古儿、阿兒孩合撒兒三人检视金朝国库。当时金朝留守官员向三人行贿，汪古儿和阿兒孩合撒兒接受，唯有失吉忽秃忽拒绝。成吉思汗得知后褒奖了失吉忽秃忽，斥责了汪古儿等人。此后，汪古儿在史料中再无记载，其子孙也未被提及。有观点认为，中都事件可能对其家族命运产生了影响。